# Nazionale maschile di pallacanestro del Mozambico
La nazionale di pallacanestro del Mozambico è la rappresentativa cestistica del Mozambico ed è posta sotto l'egida della Federazione cestistica del Mozambico.

## Piazzamenti

### Campionati africani
- 1981 - 10°
- 1983 - 5°
- 1995 - 8°
- 1999 - 10°
- 2001 - 10°

- 2003 - 11°
- 2005 - 11°
- 2007 - 14°
- 2009 - 14°
- 2011 - 10°

- 2013 - 11°
- 2015 - 11°
- 2017 - 12°

## Formazioni

### Campionati africani
Campionato africano maschile di pallacanestro 19954 Manhanga, 5 Tamele, 6 Martins, 7 Deus, 8 Chipipo, 9 Monjane, 10 Muetecle, 11 Matholo, 12 Mataveia, 13 Mueteque, 14 Muanquie, 15 Chirindja,        All. -
Campionato africano maschile di pallacanestro 19994 Monjana, 5 Manhanga, 6 A. Deus, 7 Mambo, 8 Macuacua, 9 Tamele, 10 K. Deus, 11 Mbeve, 12 Neves, 13 Ferro, 14 Guibunda, 15 Muanquie,        All. -
Campionato africano maschile di pallacanestro 20014 Matai, 5 Manhanga, 6 Chipipo, 7 Tembe, 8 Matos, 9 Tamele, 10 Deus, 11 Cabral, 12 Muianga, 13 Ferro, 14 Guibunda, 15 Muanquie,        All. Inácio Bernardo
Campionato africano maschile di pallacanestro 2003Neves, Cossa, Manjate, de Deus, Letela, Tamele, Macuácua, Vembane, Camal, Manhanga, Muianga, Mubetene, All. Inácio Bernardo
Campionato africano maschile di pallacanestro 20054 Mandlate, 5 Mazive, 6 Matavele, 7 Letela, 8 Cabral, 9 Tamele, 10 De Deus, 11 Muchate, 12 Magoliço, 13 Nhatitima, 14 Magulisso, 15 Muianga,        All. Milagre Macome
Campionato africano maschile di pallacanestro 20074 Mandlate, 5 Manhanga, 6 Barros, 7 Machanguana, 8 Jossias, 9 Monjane, 10 Nualia, 11 Muchate, 12 Magoliço, 13 Gouveia, 14 Alipio, 15 Machava,        All. Carlos Alberto Niquice
Campionato africano maschile di pallacanestro 20094 Mandlate, 5 Matos, 6 Barros, 7 Quicimusso, 8 Novela, 9 da Costa Cossa, 10 Canivete, 11 Muchate, 12 Magoliço, 13 Bispo, 14 Adam, 15 Muianga,        All. Carlos Alberto Niquice
Campionato africano maschile di pallacanestro 20114 Mandlate, 5 Mucavel, 6 Canivete, 7 Letela, 8 Au. Matos, 9 Am. Matos, 10 Muchate, 11 Nualia, 12 Magoliço, 13 P. Matos, 14 Baptista, 15 Macuacua,        All. Iñaki Martín
Campionato africano maschile di pallacanestro 20134 Mandlate, 5 Mucavel, 6 Canivete, 7 Letela, 8 Am. Matos, 9 Novela, 10 Nualia, 11 Muchate, 12 Magoliço, 13 Au. Matos, 14 Baptista, 15 Monjane,        All. Milagre Macome
Campionato africano maschile di pallacanestro 20154 Martins, 5 Baptista, 6 Canivete, 7 Novela, 8 A. Matos, 9 Ubisse, 10 Mazive, 11 Muchate, 12 Magoliço, 13 P. Matos, 14 Barros, 15 Chimonzo,        All. Iñaki Martín
Campionato africano maschile di pallacanestro 20174 Martins, 5 Chimonzo, 6 Canivete, 7 Novela, 8 Machave, 9 Ubisse, 10 Macaringue, 11 Muchate, 12 Magoliço, 13 Caifaz, 14 Chire, 15 Geneto,        All. Iñaki Martín

## Nazionali giovanili
- Nazionale Under-18
- Nazionale Under-16